# Philippe Kahn

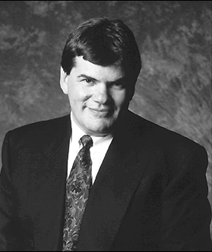
Philippe Kahn in jüngeren Jahren

Philippe Kahn (* 16. März 1952 in Paris) ist ein französisch-amerikanischer Unternehmer und Gründer von Borland.

## Leben
Philippe Kahn ist ein Sohn der französischen Sängerin und Holocaustüberlebenden Claire Monis.
Er studierte an der ETH Zürich und der Universität Nizza und schloss sein Studium mit einem Master-Abschluss in Mathematik ab. Während seines Studiums kam er auch mit dem Micral in Kontakt, einem der ersten Personal Computer.
1982 ging er in die USA und gründete dort die Firma Borland, deren Geschäftsführer er bis 1994 war. 1994 gründete er zusammen mit seiner Frau Sonia Lee die Firma Starfish, die im Jahr 1998 von Motorola übernommen wurde. Danach gründete er dann die Firma LightSurf, die er bis 2004 leitete, ein Jahr nach seinem Ausscheiden bei LightSurf wurde diese Firma von VeriSign übernommen. 2004 gründete er die Firma Fullpower, die auf dem Multimedia-Messaging-Service-Markt tätig ist.
Zusammen mit seiner Frau hat er eine Tochter. Aus einer früheren Beziehung hat Kahn weitere drei Kinder. Er spricht fließend Englisch, Französisch, Spanisch und Deutsch.

## Musik
Kahn hat in Zürich eine Ausbildung in klassischer Musik mit Schwerpunkt Flöte genossen. In den USA hat er zusammen mit bekannten Jazzmusikern wie John Abercrombie und Dave Liebman CDs eingespielt. Bei zwei CD-Produktionen ist er als Bandleader aufgetreten – bei Walkin’ On The Moon (1991) und Paradiso (1992).